# Horseball

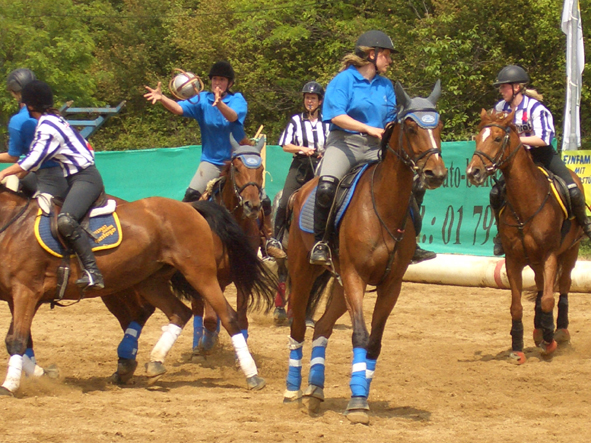
Partido de horseball.

El horseball (palabra compuesta en inglés por horse, «caballo», y ball, «bola» o  «balón»; es decir, traduciendo con la hipérbaton típicamente hispana o latina, «baloncaballo») es un deporte ecuestre que consiste en una mezcla de baloncesto, rugby y polo. El objetivo es conseguir el mayor número de goles en las canastas verticales del equipo contrario.
Se enfrentan dos equipos de cuatro jugadores por lado (más dos reservas de cada equipo) que deben recoger del suelo, sin desmontar, una pelota envuelta en un armazón con seis asas de cuero y, que a través de un conjunto de pases y defensas, deben meterla en unas canastas fijas en los extremos del campo.
Para convertir tantos, debe haber intervención de al menos tres jugadores del equipo atacante. Es necesario que se realicen tres pases entre jugadores diferentes. Cuando el balón cae a tierra, los jugadores de cada equipo deben recogerlo sin bajarse del caballo, por medio de una cincha de recogida que une los dos estribos. Los equipos son mixtos y el juego se desarrolla en una pista de 60 x 30 metros con dos zonas de seguridad separadas por dos cilindros inflables.
Existen varias categorías de edades: Pussins sub-10 (8 a 10 años), Benjamines sub-12 (10 a 12 años), Cadetes sub-14 (12 a 14 años), Sub-16 (15 a 16 años), y Sénior. En Cataluña hay 4 categorías Sénior: una Primera Élite, una Femenina Sénior, una Segunda división Sénior, y una Tercera Sénior.
Este deporte está reconocido oficialmente por la Federación Ecuestre Internacional. 
La Federación Internacional de Horse-Ball reagrupa las distintas federaciones nacionales de los países que tienen competiciones nacionales y asociaciones de Horseball nacional y gestiona y organiza las competiciones internacionales en el mundo.
Se juega en un terreno rectangular cuyas medidas ideales son de 65 metros de largo por 25 metros de ancho
Para hacer cumplir las normas del juego y velar por la seguridad de caballos y jinetes, dos árbitros dirigen el juego. El primero a caballo y el otro sentado en una silla (tipo tenis) en una de las dos bandas. Están conectados por un sistema audio de alta fidelidad que les permite comunicarse durante las acciones de juego. 
Para la protección de los caballos, un control veterinario tiene lugar antes de cada partido. Durante el juego, el veterinario puede cortar el juego en cualquier momento y descalificar un caballo si estima que no se encuentra en estado de proseguir con el partido. 
El juego tiene dos partes de 10 minutos, divididas por un descanso de 3 minutos con la disponibilidad de cada equipo de un tiempo muerto de 30 segundos en cada parte.

## Modo de juego

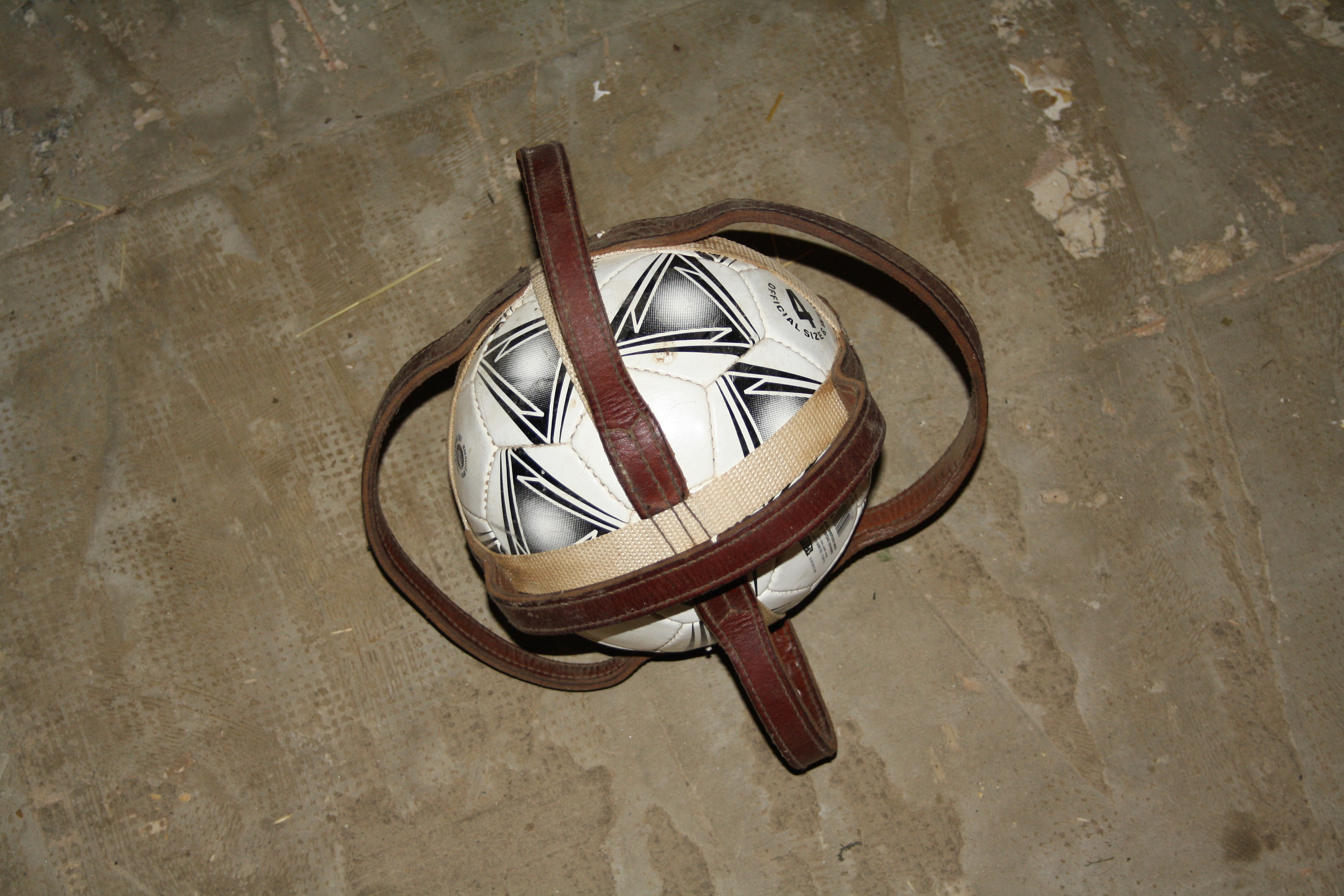
Pelota de horseball con sus asas de cuero.

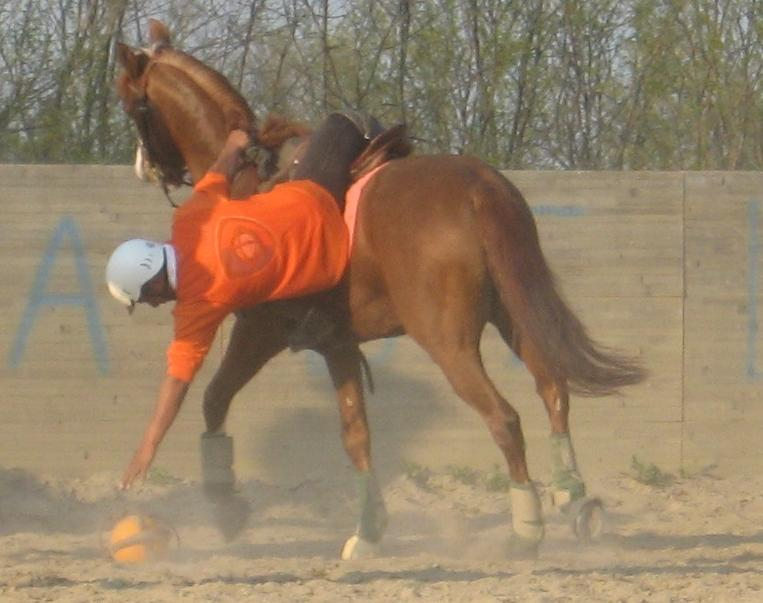
Ramassage.

Al comienzo de cada parte, la pelota está colocada sobre la línea de los 10 metros y los jugadores atacantes deben hacer la ramassage al galope para cogerla. Los jugadores del equipo que defiende están colocados en su medio campo en sentido del juego. 
Cada vez que se mete gol se realiza la touche, la cual se lleva a cabo de la siguiente manera: uno o dos jugadores de cada equipo se colocan en dos líneas paralelas (los primeros jugadores a un mínimo de 5 m de la línea lateral) dejando entre ellos espacio suficiente para que pase un caballo; el lanzador debe colocarse junto a la línea lateral de modo que pueda lanzar la pelota en el alineamiento de las marcas que materializan el medio del campo.

## Penalizaciones
P1: sanciona las faltas graves e inadmisibles: brutalidad, juego peligroso, insultos al árbitro, hacer falta al rival cuando está tirando, agresiones... Un jugador del lado ofendido se coloca en la línea de los 5 m, con el caballo parado y ejecuta un remate directo a la canasta.
P2: se aplica a faltas menos graves como el no-respeto del derecho de ramassage, la obstrucción o la intimidación del adversario... El lado ofendido puede rematar a la canasta, caballo parado a 10 m 1cm o empezar una jugada a partir de la línea de los 15 m.
P3: sanciona las infracciones simples y de poca gravedad. El lado ofendido empieza una jugada desde medio campo.

## Historia
A pesar de su nombre en inglés, el horseball fue creado en Sudoeste de Francia en los años 70. Su origen es de la adaptación del pato que es el deporte nacional de Argentina y jugado en este país desde el siglo XVI, ya que el horseball es casi idéntico a este deporte. 
Se juega a nivel internacional en Europa desde 1999.
España participa en los campeonatos europeos por primera vez con la categoría mixtos en 2000 y con las chicas en el campeonato de Europa de horseball femenino en 2004. 
Es solamente en 2005 que España con sus equipo mixto alcanza el podio con un tercer puesto en el campeonato de Milán.
Aparece de nuevo en 2007 en Saint Lô en Francia con un segundo puesto, que revalida en 2009 en Oviedo. En 2011 obtienen también el 2 º puesto en Montpellier. Así como en 2013 en Saint-Lô.
Las chicas suben al podio en 2007, en Rennes Francia, con el 2.º puesto, en 2008 con el 3.º en Ponte de Lima, Portugal y en 2010 con el 3.º en Saint-Lô Francia. En 2012 bajan al 4.º puesto en Waregem , Bélgica, y en el 2013 suben de nuevo al podio con un 2.º puesto en Saint-Lô Francia.
Los Sub-16 suben en 2007 con el 3.º, en 2008 con el 2.º, en 2009 con el 1.º y en 2010 con el 2.º. En 2011 vuelven con el ORO En 2012 obtiene el 2.º y en 2013 y 2014 lo mismo, un 2.º puesto
El año 2006 se realizó un campeonato de Horseball/pato en Argentina y fue ganado por Portugal.
En 2008, se organiza el primer campeonato del Mundo de Horseball con participaciones de 7 equipos de Europa, de Canadá, Brasil y Argentina, Francia queda campeona y España es vicecampeona, seguida por Portugal, Argentina queda cuarta.
En 2012, se celebra en Montpellier el II Campeonato mundial de Horseball. España es por segunda vez subcampeona del mundo tras Francia y adelantando a Portugal.
En 2016, del 14 al 20 de agosto se realizará el Tercer mundial de Horseball en Ponte de Lima, Portugal.

## Equipamiento
Jugadores:
- Casco para protegerse en los accidentes que puedan surgir

- Rodilleras para proteger de los golpes en las rodillas

- Botas y pantalón de montar

- En sub-10 se puede usar fusta

- En el resto de categorías se pueden usar espuelas.

Caballos: 
Además del equipamiento normal:
- Acción de ramassage

- Protectores de pies y manos

- Vendas

- Paños

- Campanas

- Protectores de dorso

- Pechopetral

## Principales campeonatos de horseball
La competición internacional más importante es el campeonato Mundial de Horseball, siendo Francia su último campeón.
Pero donde más se juega es en Europa donde los campeonatos tienen lugar regularmente desde 1992.
España es desde 2007 vicecampeona de Europa en categoría sénior mixto y en el mundial de 2008 de Ponte de lima en Portugal, vicecampeona del mundo. Los sub-16 españolen dos ediciones terceras de Europa habiendo alcanzado la segunda posición en 2007.
- Resultados oficiales de los campeonatos internacionales Archivado el 11 de octubre de 2011 en Wayback Machine.

A nivel de clubes, existe la Champion's league que opone los cuatro mejores equipos de los cuatro países mejores colocados en el ranking internacional de la FIHB.
En 2009 fue el equipo español del CEEC Cardedeu de Cataluña que venció la Champion's league.
Una vez al año se disputa un Campeonato de España de selecciones autonómicas.
Hay una importante liga autonómica en Cataluña que consta de casi todas las categorías de jinetes, una división de Elite y otra de Primera para los seniors , y en el Noroeste de España, la liga Nohb que también ofrece división de Elite y de Primera, la tercera liga es la liga gallega.

## Reglamento
- Reglamento